# Violència contra els homes

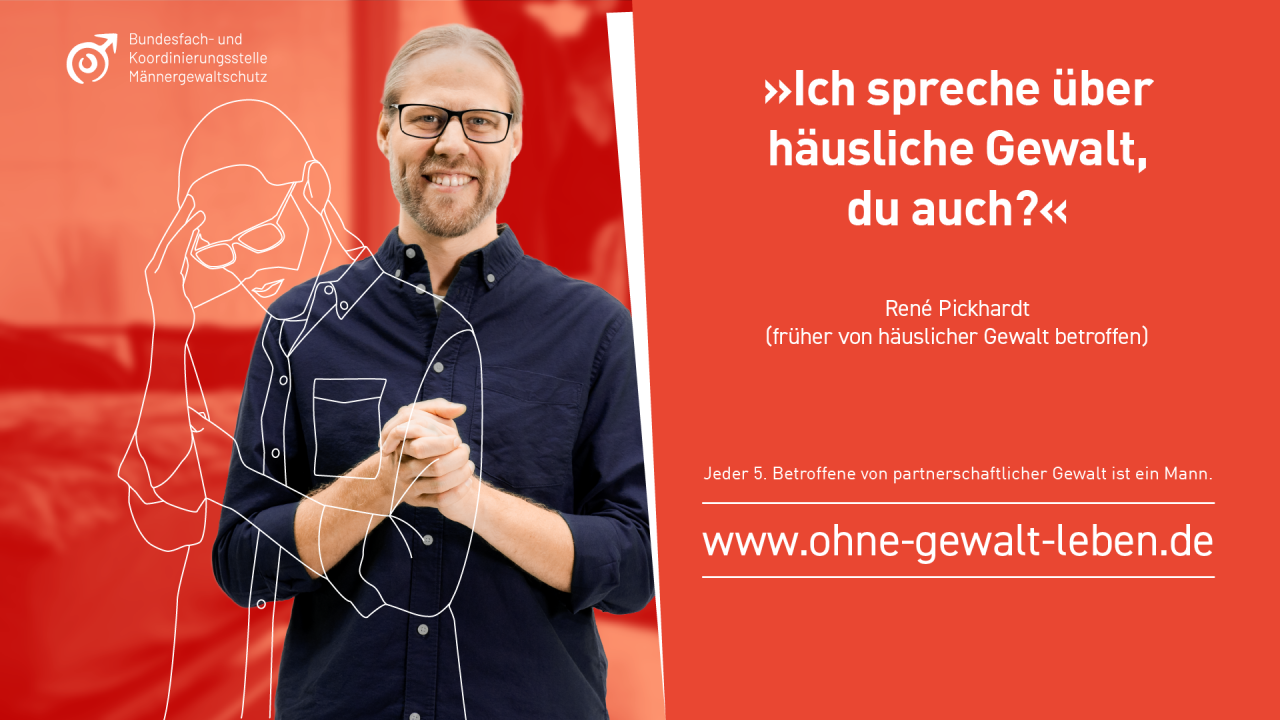
Cartell d'una campanya a Alemanya:Jo parlo de violència domèstica, tu també?

La violència contra l'home o violència contra els homes és una expressió utilitzada per alguns investigadors per aglutinar diversos fenòmens de violència contra aquest grup de persones en diversos contextos, entre els quals es troben la violència intrafamiliar, violència en el festeig, violència de gènere, violència infantil, entre d'altres.
Alguns investigadors consideren que la violència contra l'home és un problema social seriós, perquè encara que s'hauria prestat més atenció a la violència que s'exerceix contra les dones, seria possible argumentar que la violència contra els homes en diversos contextos és un problema social substancial digne d'atenció; però, aquest seria un tabú social i «un fenomen diferent de la violència contra les dones i s'ha d'analitzar com a tal», causa que la seva naturalesa, causes i conseqüències serien diferents, així com els espais en què es manifesta.
Dins de les raons per la qual es considera un tabú social a la violència contra els homes estarien la contradicció que la seva existència té amb el rol de gènere estereotipat que veu els homes com el sexe fort, pel que «és menyspreada i en pocs països es coneixen estudis sobre la violència específica de dones contra homes, tot i que sí que existeixen».
Els homes estan sobrerepresentats com a víctimes i com perpetradors de la violència.
La violència sexual contra els homes és tractada de manera diferent segons la societat estudiada, i pot no ser reconeguda per la llei internacional.

## Percepció
Alguns estudis mostren que la violència és percebuda com més o menys seriosa depenent del gènere de la víctima i de l'agressor. D'acord amb un estudi en la publicació «Aggressive Behavior», la violència contra dones tenia un terç més de probabilitats de ser denunciada a la policia per terceres parts, sense importar el sexe de l'atacant, tot i que la combinació de sexes amb més probabilitats de ser denunciada era la d'un perpetrador masculí amb una víctima femenina. L'ús d'estereotips per les forces de la llei és un tema reconegut, i l'acadèmica internacional Solange Mouthaan sosté que, en escenaris de conflicte, la violència sexual contra homes ha estat omesa en favor d'un enfocament cap a la violència sexual contra dones i nens. Un estudi realitzat el 2023 va trobar que les persones, especialment les dones, tenen menys probabilitats d'acceptar la violència contra les dones que la violència contra els homes. Aquest fenomen sembla una paradoxa i els investigadors l'anomenen la "paradoxa de gènere de la por al crim".
Una explicació per a aquests diferents enfocaments és la major potència física que els homes tenen a comparació amb les dones, fent que les persones tendeixin més a condemnar la violència gràcies a aquesta configuració sexual. El concepte d'homes supervivents a la violència va en contra de les percepcions socials del rol de gènere de l'home, conduint a un baix reconeixement ja poques previsions legals que emparen aquests fets.
Els historiadors de la religió Katherine K. Young i Paul Nathanson han sostingut l'ús d'estereotips per periodistes i pels mitjans amb misàndria cultural, en els quals els homes són vistos com de menor valor i en conseqüència no significatius com a víctimes de la violència.

## Violència contra homes LGBT+
L'homosexualitat masculina ha estat perseguida, sovint de manera violenta, al llarg de la història. Anomenada sodomia durant l'Edat Mitjana i el primer període modern, els homes considerats culpables de sodomia sovint eren sotmesos a la pena capital per homosexualitat.
En el seu informe de desembre de 2020, l'Associació Internacional de Lesbianes, Gais, Bisexuals, Trans i Intersexuals (ILGA) va trobar que l'homosexualitat està criminalitzada a 67 dels 193 estats membres de l'ONU i una jurisdicció no independent, les Illes Cook, mentre que dos estats membres de l'ONU, l'Iraq i Egipte, ho criminalitzen de facto però no en la legislació. L'Afganistan, Brunei, l'Iran, l'Iraq, Mauritània, Nigèria, l'Aràbia Saudita, Somàlia, els Emirats Àrabs Units i el Iemen encara permeten la prescripció de la pena de mort si es practica una activitat sexual homosexual.
Segons la Campanya de Drets Humans, el 26% dels homes gai i el 37% dels homes bisexuals pateixen violacions, violència física o assetjament per part d'una parella íntima, en comparació amb el 29% dels homes heterosexuals. A més, el 40 per cent dels homes gai i el 47 per cent dels homes bisexuals han experimentat violència sexual diferent de la violació, en comparació amb el 21 per cent dels homes heterosexuals.

## Estadístiques
En aquest gràfic es pot contemplar com la major part d'homicidis, per culpa del sexe oposat, és d'homes, per àmplia majoria.

## Lleis i mesures
No s'observa la inclusió d'aquest fenomen com violència de gènere dins dels ordenaments jurídics d'Espanya o Amèrica Llatina per exemple, encara que alguns països han adoptat legislacions neutrals amb el tal de fer aplicables de manera equivalent. A més, en la bibliografia acadèmica hi ha consens per no considerar-lo com violència de gènere, tot i que els casos registrats podrien reflectir com un problema social de dimensió quantificable.
En la legislació uruguaiana la llei sobre violència domèstica està expressada de tal manera que inclou a tots dos gèneres, però relega a l'«Institut Nacional de la Família i la Dona» la tasca de seleccionar perits per avaluar què està inclòs dins d'aquest tipus de violència.
Per llei orgànica 1/2004 es regula a Espanya les mesures de protecció integral contra la violència de gènere. La llei conceptua la violència de gènere com un tipus de violència contra la dona comesa per l'home. Es distingeix de la violència domèstica que es castiga en el Codi Penal, de manera molt més lleu (o no castiga segons el cas), segons la reforma aprovada per Llei Orgànica 11/2003, que considera violència domèstica, en els articles 173,153 i concordants del Codi Penal, la violència comesa contra
| « | Qui sigui o hagi estat el seu cònjuge o sobre persona que estigui o hagi estat lligada a ell per una anàloga relació d'afectivitat fins i tot sense convivència. | » |

La interpretació de les lleis va ser objecte del plantejament de la qüestió d'inconstitucionalitat, que va ser desestimat pel Tribunal Constitucional. El 2009, la diputada Rosa Díez va demanar l'obertura de centres similars a les cases d'acollida, al·legant la desigualtat creada per la llei.
El 10 de febrer de 2009 es van inaugurar als Països Baixos quaranta centres d'acollida per a homes víctimes de violència familiar.